# Ruminococcus luti
Ruminococcus luti è una specie di batterio appartenente alla famiglia delle Lachnospiraceae.